# I Am the Pretty Thing That Lives in the House
I Am the Pretty Thing That Lives in the House (conocida en Hispanoamérica como Soy la cosa bella que vive en esta casa y en España como Soy la bonita criatura que vive en esta casa) es una película canadiense de horror estrenada en 2016, escrita y dirigida por Osgood Perkins y protagonizada por Ruth Wilson. Se estrenó en el Festival Internacional de cine de Toronto y fue lanzada a nivel mundial en Netflix el 28 de octubre de 2016.

## Sinopsis
Una enfermera es encargada del cuidado a tiempo completo de una anciana escritora llamada Iris Blum, que sufre de demencia. Inicialmente el cuidado de la anciana es una tarea sin mayores complicaciones, pero poco a poco se irán desatando eventos sobrenaturales en la casa, donde años atrás ocurrió un asesinato pero después ocurrirá algo impensable.

## Reparto
- Ruth Wilson como Lily Saylor.
- Paula Prentiss como Iris Blum.
- Bob Balaban como el señor Waxcap.
- Lucy Boynton como Polly Parsons.

## Recepción
Rotten Tomatoes le otorgó a la película un 58% de aprobación, con un rating de 4.3 sobre 10. Dennis Harvey de la revista Variety escribió que la atmósfera de la película no puede superar su escritura minimalista y familiar. Stephen Dalton de The Hollywood Reporter se refirió a la cinta como una "película de horror clásica con cierto sabor literario" y la comparó con trabajos de David Lynch, Stanley Kubrick y Roman Polanski.